# Арцыбашев, Василий Петрович
Васи́лий Петро́вич Арцыба́шев (реже — Арцибу́шев или Арцыбу́шев; 1857, Курская губерния — 2 [15] мая 1917, Уфа) — участник революционного движения в России (с 70-х годов XIX века). Член РСДРП, большевик. В партийной среде того времени его имя ассоциируют с псевдонимом «Уральский Маркс».

## Биография
Василий Петрович Арцыбашев родился в 1857 (по другим данным — 1854) году в семье помещика в Старооскольском уезде Курской губернии. Окончил Орловскую военную гимназию. Получив после смерти отца в наследство часть имения, землю передал крестьянам.
Был близким другом и учеником П. Заичневского, разделяя его якобинские убеждения. Выслежен тайной полицией в 1878 году; арестован и заключён в Петропавловскую крепость, позже — 18 июля 1880 года сослан в Верхоянск Якутской области. В 1882 году вместе с шестью другими ссыльными предпринял попытку побега, окончившуюся неудачно. По отбытии срока в 1885 году проживал в Курске, с 1888 года — в Орле, где в 1889 году был арестован по делу П. Заичневского. 22 августа 1890 года повторно сослан на четыре года в Сибирь в с. Тасеево Енисейской губернии. Предположительно под влиянием Андрея Ванеева и Петра Красикова с 1892 года стал активным сторонником марксизма, вступив в ряды социал-демократов. В 1894 году переехал сначала в Красноярск, затем в Енисейск, организуя кружки молодёжи, в которых лично читал «Капитал» Маркса.
В 1900 году приехал в Петербург и принимал активное участие в работе социал-демократов. Но в марте 1901 года он вновь был арестован и выслан в Саратов, откуда затем переехал в Самару. В январе 1902 года участвовал в совещании искровских работников, входил в «организацию Искры», работал на Востоке. В ночь на 29 апреля в 1903 году вновь был арестован жандармами. Позже примкнул к большевикам.
Принимал участие в организации областного бюро социал-демократических организаций Поволжья. Являлся одним из создателей и членов Самарского комитета РСДРП, был членом Восточного бюро ЦК РСДРП. Подвергался нападению черносотенцев в период пребывания в Уфе и Самаре в 1905 году и с трудом спасся.
В 1907 году был снова арестован и выслан на два года в Архангельскую губернию, откуда вернулся в Уфу, где продолжил партийную работу. В 1908 году был избран делегатом на Всероссийскую конференцию (большевиков) в Париже, но был арестован по дороге в Москву 19 декабря. В 1916 года входил в рабочую группу военно-промышленного комитета в Уфе.
Один из организаторов революционной газеты «Молодая Россия». Автор очерка «История одной сибирской деревни» о селе Тасеево и работы, вышедшей отдельной книгой «Натуральное хозяйство в Сибири», явившейся результатом изучения местного экономического быта в период второй ссылки.
В Самаре установлен именной памятник (пересечение ул. Красноармейской и названной в его честь Арцыбушевской) работы скульптора Александра Головина.
Умер 2 мая 1917 года от сыпного тифа. Похоронен на Сергиевском кладбище города Уфы. 7 мая 1917 года Уфимский комитет РСДРП принял решение, в котором говорилось: «Поставить на могиле умершего тов. Арцыбушева памятник.» На памятнике надпись: «Здесь похоронен революционер-большевик, член партии с 1901 года В. П. Арцыбушев. 1857—1917 гг.» Памятник взят под государственную охрану.